# Fidès Devriès
Fidès Devriès   (Nova Orleans, 22 d'abril de 1850 - Neuilly-sur-Seine, 27 de gener de 1939) fou una soprano estatunidenca d'origen holandès. La seva mare Rosa de Vries-van Os (1828-1889) i la seva germana Jeanne (1850-1924) també ho foren i els seus germans Maurice (1854-1919) i Hermann (1858-1949) també foren uns bons cantants d'òpera.
Va fer el seu debut com Rose-de-Mai a Le Val d'Andorre al Théâtre Lyrique a l'octubre de 1868. Després d'un parell de temporades al Théâtre de la Monnaie de Brussel·les, es va unir a l'Òpera de París en 1871, on el seu repertori incloïa Marguerite en Faust, Ophélie en Hamlet, Isabelle en Robert le diable, Agathe a El caçador furtiu, Inés i Selika a L'Africaine, Elvira a Don Giovanni, Mathilde de Guillaume Tell i Eudoxia a La Juive. Al febrer de 1873 DeVries va prendre la part de soprano solista en la Simfonia Coral de Beethoven amb la Societat de Concerts del Conservatori, cantant juntament amb una ària de Don Giovanni.
Fidès va interrompre la seva carrera a partir d'abril de 1874 fins 1883, aquest últim any es va presentar al Théâtre-Italien dirigit en aquella època per Victor Maurel, cantant en Simon Boccanegra i Hérodiade. De tornada a l'òpera, després de recórrer a Montecarlo, Madrid, Lisboa i els Països Baixos, va crear el paper de Chimène en l'estrena de Le Cid el 30 de novembre de 1885. La seva aparició en les Grans final va ser com Elsa en l'estrena francès de Lohengrin el 3 de maig de 1887, abans de retirar-se d'aquesta etapa el 1889.